# 양정균
양정균(楊廷筠, 1557년 ~ 1627년)은 중국 명나라 후기의 학자이다. 서광계(徐光啓), 이지조(李之藻)와 함께 중국 가톨릭의 개교삼대석주(開教三大石柱), 즉 천주교가 중국에 정착하는데 중요한 역할을 담당하였다.
1592년 조정 관직에 처음 나아가 주요직을 역임하는 한편, 마테오 리치(Mateo Ricci)에게 영향을 받다. 1611년, 카타네오(Cattaneo) 신부에게 영세를 받고 로마 가톨릭 교인이 되었다.